# ビッグロンドン・ダービー
日本ではビッグロンドン・ダービーとも呼ばれる、アーセナルFCとチェルシーFCの対戦は、イングランド（イギリス）の首都ロンドンをホームタウンとする両クラブによるビッグマッチである。ロンドン・ダービーの一つに数えられている。
ビッグロンドン・ダービーと呼称しているのは日本だけであり、現地ではあくまでロンドン・ダービーのひとつに過ぎず、両クラブにとってビッグロンドン・ダービーの対戦相手はクラブ最大のライバルではないが、1930年代以降、ロンドンにおける2大クラブの対戦は常に両クラブのサポーターを刺激し、多くの観客を集めている。アーセナルとチェルシーの間のライバル意識は、近年の重要な対戦で一層激しさを増している。

## 概要
チェルシーは2000年代に第一級のクラブとなり、アーセナルとチェルシーの両クラブが絶えずリーグ優勝を争うようになった。2003年12月に実施されたインターネットでの調査によれば、アーセナルのサポーターはマンチェスター・ユナイテッドを、それに続いてトッテナムをクラブ最大のライバルとみなしており、3番目のライバルとしてチェルシーを挙げている。この調査では、チェルシーのサポーターは最大のライバルをアーセナルだとみなしているが、より伝統的なライバルにはトッテナムやフラムが挙げられる。一方で、2009年にフットボール・ファンズ・センサスが実施した調査では、アーセナルのサポーターが最も嫌う相手として、伝統的なライバルのトッテナムではなくチェルシーを挙げている。一方のチェルシーはリヴァプールを最も嫌う相手に挙げており、アーセナルがリヴァプールに続いている。
現在の通算成績ではアーセナルがチェルシーを上回っている。2016-17シーズン終了時点でアーセナルが74勝、チェルシーが62勝、引き分けが54試合である。アーセナルの最大得点差勝利は1930年11月29日にスタンフォード・ブリッジで行われたファーストディヴィジョンの試合で、5-1で4点差の勝利を収めた。チェルシーの最大得点差勝利は2014年3月22日にスタンフォード・ブリッジで行われたリーグ戦の第31節で、6-0で勝利を収めた。2004-2012、2014-2015シーズンにチェルシーに在籍していたディディエ・ドログバがダービー史上最多の13得点を挙げている。

## 歴史
1907年11月9日、スタンフォード・ブリッジでリーグ戦初のダービーが行われた。このシーズンはフットボールリーグ・ファーストディヴィジョンの第1回大会であり、当時のリーグ記録となる約65,000人を集めた試合は引き分けに終わった。1935年に同じくスタンフォード・ブリッジで行われた試合では、イングランドにおけるリーグ戦の観客数として歴代2位の82,905人を動員。1950年代のFAカップでは準決勝での対戦が2度あったが、2度ともアーセナルの勝利に終わった。1960年代のダービーではチェルシーが支配し、14勝2分2敗と圧倒的な対戦成績を残した。
2000年代にはカップ戦決勝で2度のビッグロンドン・ダービーが実現。2002年のFAカップ決勝ではアーセナルが2-0で勝利し、2007年のリーグカップ決勝ではチェルシーが2-1で勝利した。2003-04シーズンにはUEFAチャンピオンズリーグ準々決勝で対戦し、スタンフォード・ブリッジでの1stレグは1-1の引き分けに終わったが、ハイベリーでの2ndレグはアウェーのチェルシーが2-1で勝利し、チェルシーが準決勝に勝ち上がった。2006年にはアーセナルのアシュリー・コールがチェルシーに移籍したが、移籍合意の何ヶ月も前にチェルシーの首脳陣と会合を持っていたことが両クラブのサポーターを焚きつけた。2007年のリーグカップ決勝はダービー史上最高の試合の一つとして語り継がれている。試合終了間際に多数の選手が絡んだ乱闘騒ぎが起こり、アーセナルのコロ・トゥーレとエマニュエル・アデバヨール、チェルシーのジョン・ミケル・オビの計3人にレッドカードが提示された。試合後、ミケルには4試合の出場停止処分が、コロとアデバヨールには3試合の出場停止処分が下された。これらのことから、メディアは「スナーリングカップ決勝」（snarl：「混乱」や「紛糾」の意）であったと試合を揶揄した。2011年10月29日にスタンフォード・ブリッジで行われた試合も、手に汗握る素晴らしい試合となった。アーセナルはロビン・ファン・ペルシーがハットトリックを達成し、アンドレ・サントスとテオ・ウォルコットが1点ずつ決めた。チェルシーはフランク・ランパードとジョン・テリーとフアン・マヌエル・マタが1点ずつ決め、ランパードの得点はチェルシーのクラブ史上6000点目のゴールとなったが、アーセナルが5-3で激しい撃ち合いを制した。近年はチェルシーが優勢となっており、特にジョゼ・モウリーニョがチェルシーを率いてる間（2004-2007年、2013-2015年）にアーセナルが勝ったのは2015年のコミュニティ・シールドのみである。2018-19シーズンにはUEFAヨーロッパリーグ決勝にてダービーが実現し、チェルシーがオリヴィエ・ジルー、ペドロ、アザールがゴールを挙げ、アーセナルはアレックス・イウォビの得点で反撃したが、4-1でチェルシーが勝利し、EL優勝を果たした。2019-20シーズンには3シーズン前と同じFAカップ決勝でビッグロンドンダービーとなった。試合は、プリシッチのゴールでチェルシーが早々に先制するもその後チェルシー側はPK献上、主将アスピリクエタ、プリシッチ、ペドロの相次ぐ負傷交代、コバチッチが二枚のイエローカードで退場などがありPKを含むオーバメヤンの2ゴールでアーセナルが逆転して優勝した。

## 双方のクラブに所属した選手・監督

### 選手
| 名前                             | アーセナル在籍 | チェルシー在籍      | 備考 |
| -------------------------------- | -------------- | ------------------- | --- |
| サンディ・マクファーレン         | 1896-1897      | 1913-1914           | |
| ジミー・シャープ                 | 1905-1908      | 1912-1915           | |
| ボブ・ターンブル                 | 1923-1924      | 1925-1928           | |
| テッド・ドレーク                 | 1934-1945      | 1952-1961           | |
| トミー・ロートン                 | 1945-1947      | 1953-1955           | 1961-1967にチェルシー監督                                                                                    |
| ビル・ディクソン                 | 1953-1956      | 1947-1953           | |
| トミー・ドハーティ               | 1958-1961      | 1961-1962           | |
| アラン・ヤング                   | 1959-1961      | 1961-1969           | |
| トミー・ボールドウィン           | 1964-1966      | 1966-1974           | |
| ジョージ・グレアム               | 1966-1972      | 1964-1966           | 1986-1995にアーセナル監督                                                                                    |
| アラン・ハドソン                 | 1976-1978      | 1968-1974 1983-1984 | |
| グラハム・リックス               | 1975-1988      | 1995                | 1993-1996にチェルシーのユースチーム監督 1996-1999にチェルシーのアシスタントコーチ 2000にチェルシーの暫定監督 |
| ジョン・ホリンズ                 | 1979-1983      | 1963-1975 1983-1984 | 1985-1988にチェルシー監督                                                                                    |
| コリン・ペイツ                   | 1990-1993      | 1979-1988           | |
| クライヴ・アレン                 | 1980           | 1991-1992           | |
| ピーター・ニコラス               | 1981-1983      | 1988-1991           | 1990年代にチェルシーのユースチーム監督                                                                       |
| エマニュエル・プティ             | 1997-2000      | 2001-2004           | |
| ニコラ・アネルカ                 | 1997-1999      | 2008-2012           | |
| アシュリー・コール               | 1999-2006      | 2006-2014           | |
| ウィリアム・ギャラス             | 2006-2010      | 2001-2006           | |
| ラッサナ・ディアッラ             | 2007-2008      | 2005-2007           | |
| ヨッシ・ベナユン                 | 2011-2012      | 2010-2011 2012-2013 | チェルシーからアーセナルにレンタル移籍                                                                       |
| セスク                           | 2003-2011      | 2014-2019           | |
| ペトル・チェフ                   | 2015-2019      | 2004-2015           | |
| オリヴィエ・ジルー               | 2012-2018      | 2018-2021           | |
| ダヴィド・ルイス                 | 2019-2021      | 2011-2014 2016-2019 | 2014〜2016年はパリ・サンジェルマンFC                                                                         |
| ウィリアン                       | 2020-2021      | 2013-2020           | |
| ピエール＝エメリク・オーバメヤン | 2018-2022      | 2022-               | |
| ジョルジーニョ                   | 2023-          | 2018-2023           | |

### 監督
| 名前               | アーセナル指揮 | チェルシー指揮 | 備考 |
| ------------------ | -------------- | -------------- | ---- |
| レスリー・ナイトン | 1919-1925      | 1933-1939      |      |

その他に、スチュワート・ヒューストンは1967年から1972年にチェルシーに選手として在籍し、1995年と1996年にアーセナルの暫定監督を務めた。

## タイトル
※2024-25シーズン終了時点
| 国際大会                                                                 | アーセナル | チェルシー |
| ------------------------------------------------------------------------ | ---------- | ---------- |
| インターコンチネンタルカップ / FIFAクラブワールドカップ                  | -          | 1          |
| UEFAチャンピオンズリーグ                                                 | -          | 2          |
| インターシティーズ・フェアーズカップ / UEFAカップ / UEFAヨーロッパリーグ | 1          | 2          |
| UEFAカンファレンスリーグ                                                 | -          | 1          |
| UEFAカップウィナーズカップ                                               | 1          | 2          |
| UEFAスーパーカップ                                                       | -          | 2          |

| 国内大会                                  | アーセナル | チェルシー |
| ----------------------------------------- | ---------- | ---------- |
| ファーストディヴィジョン / プレミアリーグ | 13         | 6          |
| FAカップ                                  | 14         | 8          |
| フットボールリーグカップ                  | 2          | 5          |
| FAコミュニティ・シールド                  | 17         | 4          |
| フル・メンバーズ・カップ                  | -          | 2          |
| 通算                                      | 48         | 35         |

## 統計
※2022年10月22日時点
| クラブ                   | 試合数     | 勝利       | 引分       | 敗北       |            |            |            |
| 国内リーグ               | 国内リーグ | 国内リーグ | 国内リーグ | 国内リーグ | 国内リーグ | 国内リーグ | 国内リーグ |
| ------------------------ | ---------- | ---------- | ---------- | ---------- | ---------- | ---------- | ---------- |
| アーセナル               | 173        | 68         | 51         | 54         |            |            |            |
| チェルシー               | 173        | 54         | 51         | 68         |            |            |            |
| FAカップ                 |            |            |            |            |            |            |            |
| アーセナル               | 21         | 10         | 6          | 5          |            |            |            |
| チェルシー               | 21         | 5          | 6          | 10         |            |            |            |
| フットボールリーグカップ |            |            |            |            |            |            |            |
| アーセナル               | 8          | 3          | 1          | 4          |            |            |            |
| チェルシー               | 8          | 4          | 1          | 3          |            |            |            |
| UEFAチャンピオンズリーグ |            |            |            |            |            |            |            |
| アーセナル               | 2          | 0          | 1          | 1          |            |            |            |
| チェルシー               | 2          | 1          | 1          | 0          |            |            |            |
| UEFAヨーロッパリーグ     |            |            |            |            |            |            |            |
| アーセナル               | 1          | 0          | 0          | 1          |            |            |            |
| チェルシー               | 1          | 1          | 0          | 0          |            |            |            |
| FAコミュニティ・シールド |            |            |            |            |            |            |            |
| アーセナル               | 4          | 2          | 1          | 1          |            |            |            |
| チェルシー               | 4          | 1          | 1          | 2          |            |            |            |
| 通算                     |            |            |            |            |            |            |            |
| アーセナル               | 209        | 83         | 60         | 66         |            |            |            |
| チェルシー               | 209        | 66         | 60         | 83         |            |            |            |